# Suite Chic
Suite Chic war ein musikalisches Projekt in Kollaboration mit den damals populärsten Musikern und Newcomern, sowie Songwritern und Produzenten der japanischen R&B- und Hip-Hop-Szene, das am 18. Dezember 2002 debütierte.
Vor allem diente das Projekt der Sängerin Namie Amuro als Vehikel, ihr Image als R&B-Künstlerin zu verfestigen, da ihre Popularität zu diesem Zeitraum als Popsängerin deutlich zurückgegangen war. Viele der Künstler in diesem Projekt erlangten nach der Auflösung dieses Projektes größere Erfolge, auch Amuros Karriere soll hiermit wiederbelebt gewesen sein.
In einem Interview im späten 2005 mit Amuro, sagte sie, dass sie sich ein Comeback des Projektes für 2006 wünscht. Verwirklicht wurde dies aber nicht.

## Geschichte
Der Produzent und Songwriter Ryōsuke Imai sprach mit dem Musiker Verbal (M-Flo) darüber, wer die japanische Janet Jackson sei. Das Ergebnis ihres Gesprächs war Namie Amuro, die aufgrund einer Auszeit ihre Popularität verlor. Ohne Erlaubnis produzierten beide Demos und präsentierten diese Amuro. Womit schließlich das Projekt „Suite Chic“ realisiert wurde. Das Projekt verfügte über Namen wie DJ Muro, Dabo und als Gast-Beitrag Ai, die anschließend erfolgreich wurde.
Der Titel „Suite Chic“ wurde von Verbal ausgedacht und ist eine Kombination aus „niveauvoll“ und „cool“.

### Teilnehmer(Auswahl)
- Firstklas (Ryōsuke Imai und Zeebra)
- Verbal (M-Flo)
- Namie Amuro
- Ai
- Dabo
- XBS
- Daisuke Imai
- Akira
- DJ Muro
- DJ Watarai
- Tsutchie (Shakkazombie)
- DJ Celory (Soul Scream)
- Yakko for Aquarius
- Michico

## Diskografie

### Alben
| Jahr | Titel                 | Höchstplatzierung, Gesamtwochen, AuszeichnungChartsChartplatzierungen (Jahr, Titel, Platzierungen, Wochen, Auszeichnungen, Anmerkungen) | Anmerkungen                                                            |
| Jahr | Titel                 | JP | Anmerkungen                                                            |
| ---- | --------------------- | --- | ---------------------------------------------------------------------- |
| 2003 | When Pop Hits the Fan | JP4 Gold · (23 Wo.)JP | Erstveröffentlichung: 26. Februar 2003 Verkäufe: + 191.277; Debütalbum |
| 2003 | When Pop Hits the Lab | JP65 (7 Wo.)JP | Erstveröffentlichung: 26. März 2003 Verkäufe: 17.021; Remixalbum       |

### Singles
| Jahr | Titel Album                                      | Höchstplatzierung, Gesamtwochen, AuszeichnungChartsChartplatzierungen (Jahr, Titel, Album, Platzierungen, Wochen, Auszeichnungen, Anmerkungen) | Anmerkungen                                                                        |
| Jahr | Titel Album                                      | JP | Anmerkungen                                                                        |
| ---- | ------------------------------------------------ | --- | ---------------------------------------------------------------------------------- |
| 2002 | Good Life / Just Say So When Pop Hits the Fan    | JP35 (11 Wo.)JP | Erstveröffentlichung: 18. Dezember 2002 Verkäufe: + 25.929; mit Firstklas & Verbal |
| 2003 | Uh Uh...... / Baby Be Mine When Pop Hits the Fan | JP22 (7 Wo.)JP | Erstveröffentlichung: 5. Februar 2003 Verkäufe: + 29.594; mit Ai                   |

### Videoalben
| Jahr | Titel                 | Höchstplatzierung, Gesamtwochen, AuszeichnungChartsChartplatzierungen (Jahr, Titel, Platzierungen, Wochen, Auszeichnungen, Anmerkungen) | Anmerkungen                         |
| Jahr | Titel                 | JP | Anmerkungen                         |
| ---- | --------------------- | --- | ----------------------------------- |
| 2002 | When Pop Hits the Pix | JP42 (8 Wo.)JP | Erstveröffentlichung: 26. März 2003 |